# Brasão de armas de Mianmar
O brasão de armas de Mianmar é utilizado em todos os documentos oficiais do governo, incluindo publicações. O brasão de armas tem dois chinthe (leões míticos) opostos entre si, e no seu centro está um mapa de Mianmar colocado na frente de uma roda dentada. O brasão de armas é cercado por flores e desenhos tradicionais do país, e encimado por uma estrela.

## História
O brasão de armas original continha, na faixa, uma inscrição que, traduzida para português, significa "União de Mianmar". O leão no topo foi substituído por uma estrela. Além disso, o brasão foi cercado por um círculo com inscrições em birmanês. No entanto, durante o regime socialista, o brasão de armas foi modificado para acomodar uma dupla roda dentada e uma grinalda de oliva. As palavras também foram modificadas.
O brasão de armas continua a conter influências socialistas, a saber, a roda dentada e as estrelas. Mostra uma inscrição em birmanês que diz Pyidaungsu Socialist Thamada Myanmar-naing-gan-daw que significa "União Socialista de Mianmar".

## também
- História de Mianmar